# 坎佩莱
坎佩莱（法語：Quimperlé，發音：[kɛ̃pɛʁle]），法国西北部城市，布列塔尼大区菲尼斯泰尔省的一个市镇，隶属于坎佩尔区，其市镇面积为31.73平方公里，2022年1月1日时人口数量为12,444人，在法国市镇中排名第808位。
坎佩莱位于菲尼斯泰尔省东南部，埃莱河与伊索勒河交汇处，其东南侧隔拉伊塔河与莫尔比昂省相望，是一个区域性的中心城市，萨沃奈—朗代诺铁路和多条公路在此交汇。

## 地名来源
根据法国文化部网站的介绍，“Quimperlé”一名最初于公元11世纪中期以“villa Kemperelegium”的形式被记载，其中“kemper”出自布列塔尼语，意为“河流汇合处”。
坎佩莱市政府自2008年起加入布列塔尼语言促进组织，“Quimperlé”对应的布列塔尼语名称为“Kemperle”。

## 历史

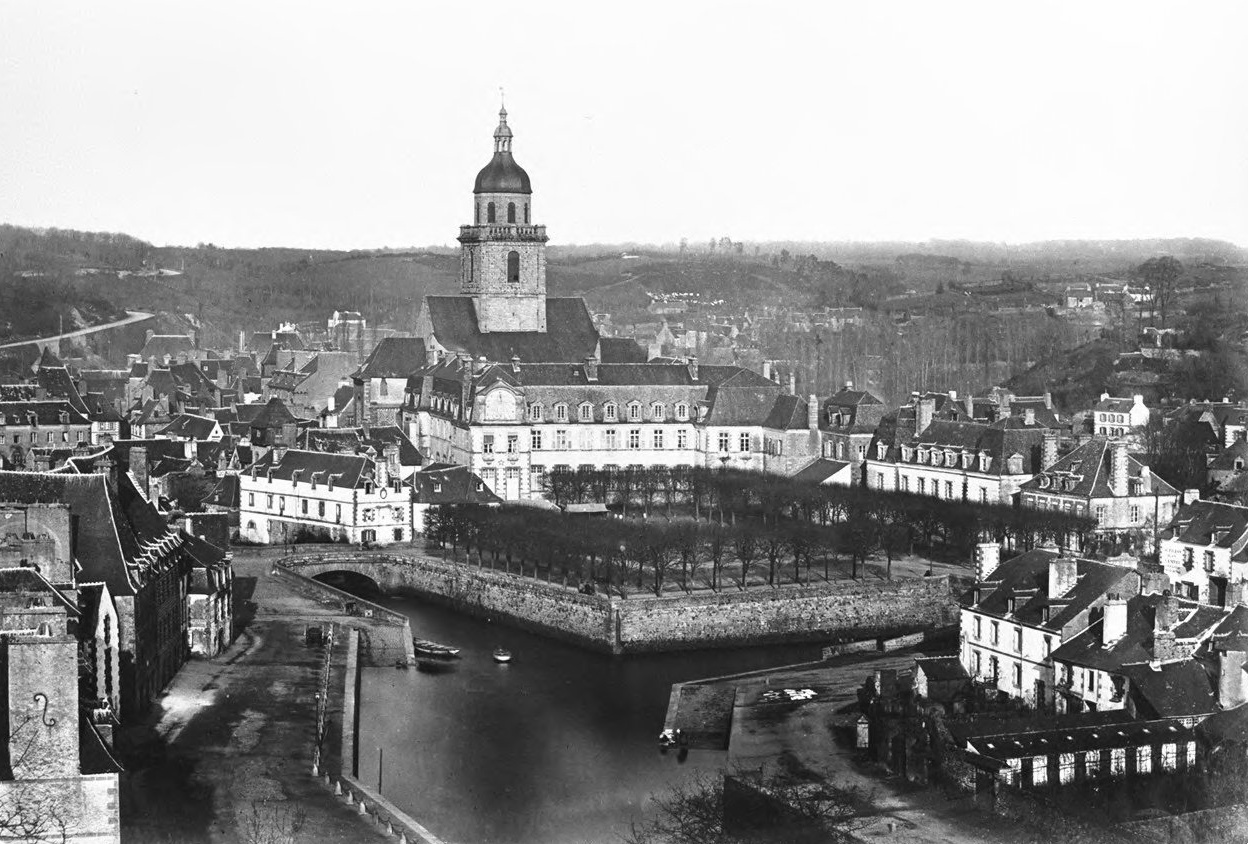
20世纪初的坎佩莱

坎佩莱的早期历史尚不清楚。公元六世纪时，来自大不列颠的天主教圣人Gurthiern在坎佩莱境内兴建了一处修道院，后于公元九世纪时被入侵此地的诺曼人烧毁。12世纪末，坎佩莱境内兴建圣十字教堂，坎佩莱由此被设立为一处堂区。英法百年战争初期，英格兰将领爱德华三世曾在坎佩莱建造了一处军营。布列塔尼公爵约翰四世曾于1364年短居于坎佩莱。中世纪中后期，坎佩莱圣十字教堂所处的河谷区域逐渐形成聚落，当地于13世纪兴建了一处900米长的城墙，并于15世纪建成了圣母升天教堂。1643年，首座横跨埃莱河的桥梁建成，该桥南侧亦开始形成新堡城郊居民区（le faubourg du Bourgneuf），而城墙也逐渐消失。1772年，法国建筑工程师朱利安-巴尔泰莱米·达维德（Julien-Barthélemy David）为坎佩莱制定了城市规划方案，但因当地贵族的阻挠而最终未能实施。法国大革命后，坎佩莱成为菲尼斯泰尔省的一个市镇，并自1793年起成为该省的一个地区行署，后于1801年改为副省会。1863年，坎佩莱火车站建成通车。1886年，坎佩莱集市大堂建成。1926年，根据雷蒙·普恩加莱的改革方案，坎佩莱副省会被撤销，坎佩莱区整体并入坎佩尔区。自1949年起，坎佩莱地区每年举办坎佩莱音乐节。二战后，坎佩莱市区外侧兴建了高层居民公寓。

## 地理

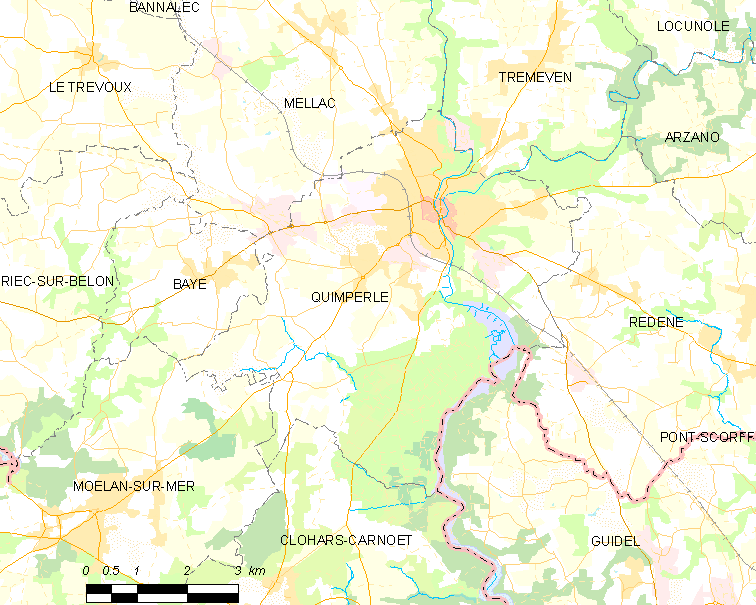
坎佩莱市镇范围地图

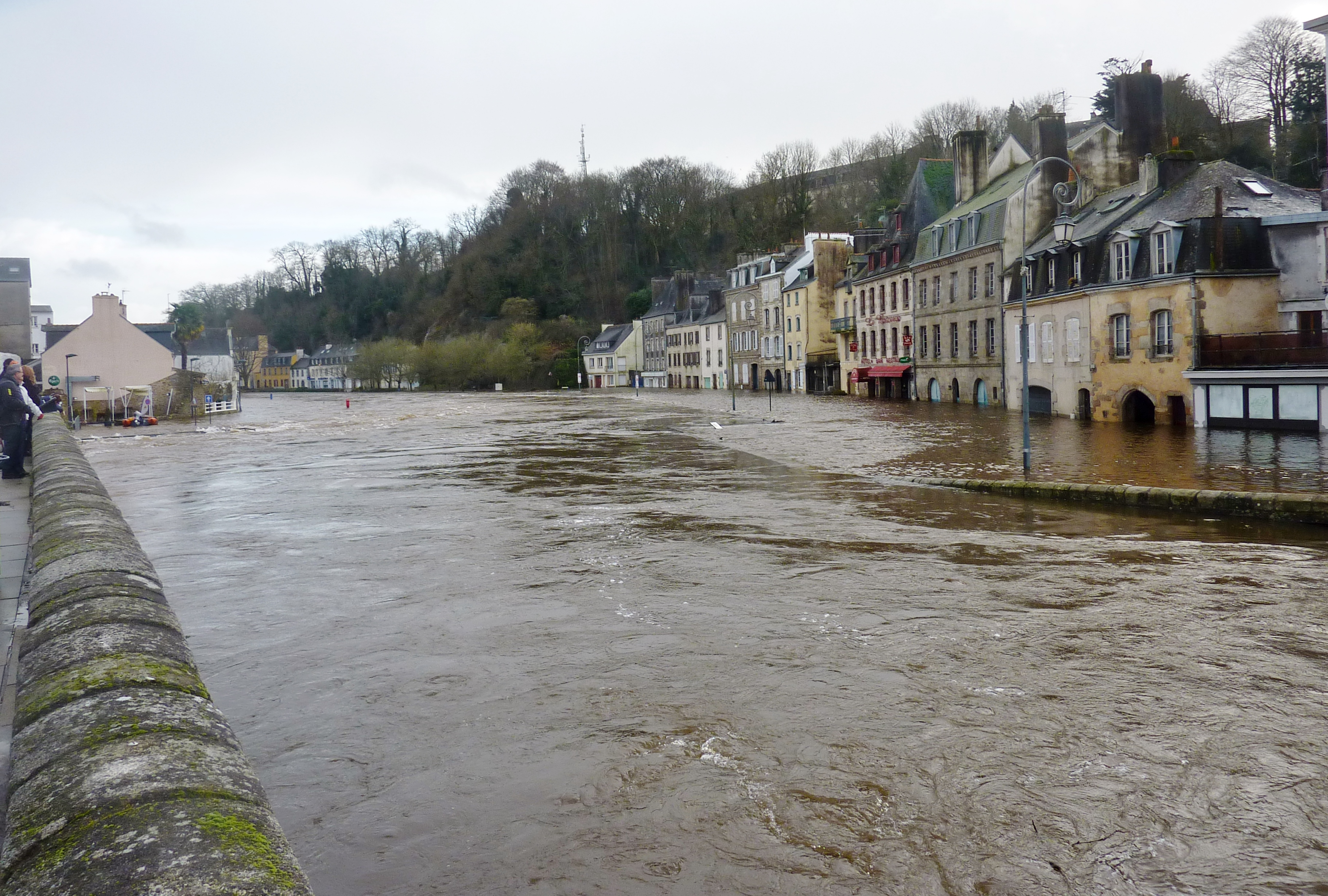
洪水期间的坎佩莱

坎佩莱位于法国西北部，布列塔尼大区西南部和菲尼斯泰尔省东南部，距离省会坎佩尔大约48公里。与坎佩莱接壤的市镇包括：拜伊、克洛阿尔卡诺埃特、吉代勒、梅拉克、滨海莫埃朗、雷代内和特雷梅旺。

### 地形
坎佩莱位于阿摩里卡丘陵西南部，境内以浅丘为主，市镇中心位于一处河谷地带，沿河部分区域地势高差较大，全境海拔在2到83米之间。

### 水文
埃莱河与伊索勒河在坎佩莱交汇，形成拉伊塔河后独立注入大西洋。拉伊塔河的右岸支流杜尔迪河则自西北向东南流经坎佩莱市区并在此注入拉伊塔河。受地形等因素的影响，坎佩莱部分区域常遭受洪水袭击。

### 植被
坎佩莱属于温带阔叶混交林区，林地多分布于河谷附近，市中心南北两侧的贝莱尔公园（Parc de Bel-Air）和莱古雷公园（Parc des Gorrêts）是当地主要的城市绿地。
在鲜花城市的评比中，坎佩莱被评为3星级鲜花城市。

### 气候
坎佩莱在柯本气候分类法中属于温带海洋性气候（Cfb）。
坎佩莱气象站自2003年2月起开始运转，以下为该气象站的数据（其中日照数据取自洛里昂气象站）：
| 坎佩莱1981年－2019年 | 坎佩莱1981年－2019年 | 坎佩莱1981年－2019年 | 坎佩莱1981年－2019年 | 坎佩莱1981年－2019年 | 坎佩莱1981年－2019年 | 坎佩莱1981年－2019年 | 坎佩莱1981年－2019年 | 坎佩莱1981年－2019年 | 坎佩莱1981年－2019年 | 坎佩莱1981年－2019年 | 坎佩莱1981年－2019年 | 坎佩莱1981年－2019年 | 坎佩莱1981年－2019年 |
| 月份                 | 1月                  | 2月                  | 3月                  | 4月                  | 5月                  | 6月                  | 7月                  | 8月                  | 9月                  | 10月                 | 11月                 | 12月                 | 全年                 |
| -------------------- | -------------------- | -------------------- | -------------------- | -------------------- | -------------------- | -------------------- | -------------------- | -------------------- | -------------------- | -------------------- | -------------------- | -------------------- | -------------------- |
| 历史最高温 °C（°F）  | 15.3 (59.5)          | 19.5 (67.1)          | 24.1 (75.4)          | 27.2 (81.0)          | 30.4 (86.7)          | 34.9 (94.8)          | 38.7 (101.7)         | 37.5 (99.5)          | 32.1 (89.8)          | 28.3 (82.9)          | 20.5 (68.9)          | 16.4 (61.5)          | 38.7 (101.7)         |
| 平均高温 °C（°F）    | 9.6 (49.3)           | 10.3 (50.5)          | 12.9 (55.2)          | 16.1 (61.0)          | 18.6 (65.5)          | 22.9 (73.2)          | 23.3 (73.9)          | 23 (73)              | 21.3 (70.3)          | 17.1 (62.8)          | 13.1 (55.6)          | 9.4 (48.9)           | 16.5 (61.7)          |
| 日均气温 °C（°F）    | 6.4 (43.5)           | 6.5 (43.7)           | 8.6 (47.5)           | 11 (52)              | 13.9 (57.0)          | 17.5 (63.5)          | 18.3 (64.9)          | 18 (64)              | 16 (61)              | 13 (55)              | 9.6 (49.3)           | 6 (43)               | 12.1 (53.8)          |
| 平均低温 °C（°F）    | 3.3 (37.9)           | 2.7 (36.9)           | 4.2 (39.6)           | 5.9 (42.6)           | 9.1 (48.4)           | 12.2 (54.0)          | 13.4 (56.1)          | 13 (55)              | 10.8 (51.4)          | 8.9 (48.0)           | 6.1 (43.0)           | 2.6 (36.7)           | 7.7 (45.9)           |
| 历史最低温 °C（°F）  | −7.3 (18.9)          | −7 (19)              | −7.4 (18.7)          | −3.7 (25.3)          | −0.8 (30.6)          | 3.8 (38.8)           | 5.9 (42.6)           | 5.4 (41.7)           | 2.9 (37.2)           | −1.4 (29.5)          | −5.6 (21.9)          | −6.2 (20.8)          | −7.4 (18.7)          |
| 平均降水量 mm（）    | 124.6 (4.91)         | 93 (3.7)             | 86.1 (3.39)          | 61 (2.4)             | 72.3 (2.85)          | 45.9 (1.81)          | 69.9 (2.75)          | 66.7 (2.63)          | 36.4 (1.43)          | 125.7 (4.95)         | 148.5 (5.85)         | 119.4 (4.70)         | 1,049.5 (41.32)      |
| 月均日照時數         | 70.1                 | 95.1                 | 137.6                | 182.5                | 204.9                | 230.1                | 223                  | 215.9                | 192.6                | 115.8                | 84.9                 | 74.8                 | 1,827.3              |
| 来源：infoclimat.fr  |                      |                      |                      |                      |                      |                      |                      |                      |                      |                      |                      |                      |                      |

## 行政区划
坎佩莱的市镇编号为29233，邮政编号为29300。
在行政管理方面，坎佩莱隶属于法国布列塔尼大区菲尼斯泰尔省坎佩尔区；在地方选举方面，坎佩莱是坎佩莱县的中央投票站所在地，其市镇范围全境被划入菲尼斯泰尔省第八选区；在社会管理方面，坎佩莱是坎佩莱城市圈公共社区的办公驻地。
截至2024年3月，坎佩莱市镇范围内暂无任何城市敏感街区及城市政策优先街区。
法国国家统计与经济研究所（简称）在进行数据统计时，将坎佩莱及相邻的另外一个市镇设为坎佩莱城市核心区及坎佩莱城市区。自2020年起，坎佩莱城市区被包含11个市镇的坎佩莱城市辐射区代替。此外，还将坎佩莱市镇分为了5个“块区”（IRIS），以便于统计人口分布情况。

## 交通

### 公路
法国国道N165线和菲尼斯泰尔省省道D6线、D16线、D22线、D49线、D765线、D783线和D790线在坎佩莱境内交汇。
2020年，76.6%的坎佩莱家庭拥有至少一辆私人汽车。2021年，坎佩莱境内共发生各类交通事故12起，造成2人遇难，12人受伤，其中7人重伤。
| 坎佩尔 | 48 |

| 洛里昂 | 24 |

| 埃讷蓬 | 29 |

| 孔卡尔诺 | 35 |

### 铁路

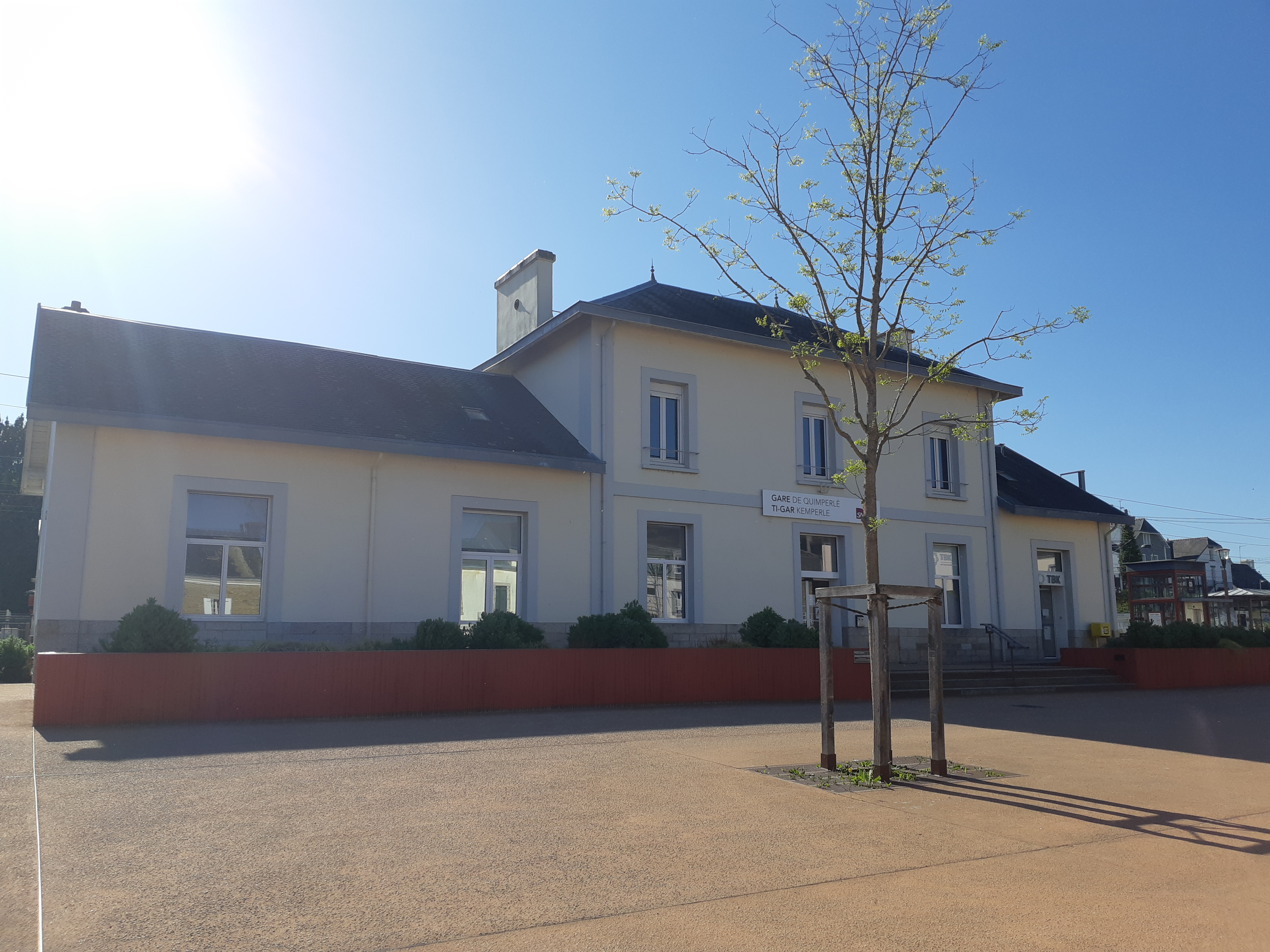
坎佩莱火车站的主站房

坎佩莱位于萨沃奈－朗代诺铁路上。坎佩莱站位于市区西侧，停靠往返于雷恩和坎佩尔一线的区域列车，另有少量直通巴黎的高速列车停靠此站。

### 航空
坎佩莱距离洛里昂机场的公路里程大约21公里。

### 城市公共交通
坎佩莱城市公共交通（商业名称为“TBK”）是当地的城市公共交通系统。截至2024年3月，该系统共包括三条市区公交线路、十条郊区线路和两条定制公交线路，路网覆盖了坎佩莱市区内的主要街道和居民区。

## 政治

### 市政内阁
坎佩莱的现任市长为米卡埃尔·凯尔内先生（Michaël QUERNEZ），他是社会党的一名成员，在2020年的市政选举中获得了58.98%的支持率。
| 坎佩莱历届市长 | 坎佩莱历届市长                   | 坎佩莱历届市长                               |
| 任期           | 市长                             | 党派                                         |
| -------------- | -------------------------------- | -------------------------------------------- |
| 1945年－1947年 | Joseph LE ROCH 约瑟夫·勒罗克     | SFIO工人国际法国支部                         |
| 1947年－1953年 | Alain LE LOUÉDEC 阿兰·勒卢埃代克 | UDSR抵抗运动民主社会联盟                     |
| 1953年－1957年 | Joseph LE ROCH 约瑟夫·勒罗克     | SFIO工人国际法国支部                         |
| 1957年－1959年 | Hélène LE GARREC 埃莱娜·勒加莱克 | CNIP全国独立人士与农民中心                   |
| 1959年－1961年 | Alain LE LOUÉDEC 阿兰·勒卢埃代克 | UDSR抵抗运动民主社会联盟                     |
| 1961年－1976年 | Jean CHARTER 让·沙尔泰尔         | DVG左翼无党派人士                            |
| 1976年－1977年 | Vincent HÉRY 樊尚·埃里           | DVG左翼无党派人士                            |
| 1977年－1989年 | Yves GUILLOT 伊夫·居约           | PS社会党 →DVG左翼无党派人士 →Centriste中间派 |
| 1989年－1995年 | Guy SAVIN 居伊·萨万              | PS社会党                                     |
| 1995年－2001年 | Marcel TUSSEAU 马塞尔·蒂索       | DVD右翼无党派人士                            |
| 2001年－2008年 | Daniel LE BRAS 达尼埃尔·勒布拉   | PS社会党                                     |
| 2008年－2014年 | Alain PENNEC 阿兰·佩内克         | 無黨籍                                       |
| 2014年－       | Michaël QUERNEZ 米卡埃尔·凯尔内  | PS社会党                                     |

### 各级选举
| 坎佩莱历届投票选举结果 | 坎佩莱历届投票选举结果 | 坎佩莱历届投票选举结果 | 坎佩莱历届投票选举结果 | 坎佩莱历届投票选举结果        | 坎佩莱历届投票选举结果 | 坎佩莱历届投票选举结果 | 坎佩莱历届投票选举结果        | 坎佩莱历届投票选举结果 | 坎佩莱历届投票选举结果 |
| 选举项目               | 选举范围               | 选区单位               | 选区单位内的选举结果   | 选区单位内的选举结果          | 选区单位内的选举结果   | 选区单位内的选举结果   | 选区单位内的选举结果          | 选区单位内的选举结果   | 参考资料               |
| 选举项目               | 选举范围               | 选区单位               | 第一轮胜出者           | 第一轮胜出者                  | 支持率                 | 第二轮胜出者           | 第二轮胜出者                  | 支持率                 | 参考资料               |
| ---------------------- | ---------------------- | ---------------------- | ---------------------- | ----------------------------- | ---------------------- | ---------------------- | ----------------------------- | ---------------------- | ---------------------- |
| 2017年法國總統選舉     | 法國                   | 市镇                   |                        | 埃马纽埃尔·马克龙             | 28.68%                 |                        | 埃马纽埃尔·马克龙             | 76.33%                 | [ 25 ]                 |
| 2017年法国立法选举     | 菲尼斯泰尔省第八选区   | 市镇                   |                        | 米卡埃尔·凯尔内               | 31.93%                 |                        | 米卡埃尔·凯尔内               | 59.25%                 | [ 25 ]                 |
| 2019年欧洲议会选举     | 法國                   | 市镇                   |                        | 纳塔莉·卢瓦索                 | 21.59%                 | （不适用）             | （不适用）                    | （不适用）             | [ 27 ]                 |
| 2021年法国省级选举     | 菲尼斯泰尔省           | 县                     |                        | 安娜·马雷夏尔 贝尔纳·佩勒泰尔 | 41.86%                 |                        | 安娜·马雷夏尔 贝尔纳·佩勒泰尔 | 60.8%                  | [ 28 ]                 |
| 2021年法国省级选举     | 菲尼斯泰尔省           | 市镇                   |                        | 安娜·马雷夏尔 贝尔纳·佩勒泰尔 | 45.35%                 |                        | 安娜·马雷夏尔 贝尔纳·佩勒泰尔 | 65%                    | [ 28 ]                 |
| 2021年法国大区选举     | 布列塔尼大區           | 市镇                   |                        | 洛伊格·谢奈-吉拉尔            | 37.79%                 |                        | 洛伊格·谢奈-吉拉尔            | 46.48%                 | [ 29 ]                 |
| 2022年法国总统选举     | 法國                   | 市镇                   |                        | 埃马纽埃尔·马克龙             | 28.76%                 |                        | 埃马纽埃尔·马克龙             | 64.85%                 | [ 25 ]                 |
| 2022年法国立法选举     | 菲尼斯泰尔省第八选区   | 市镇                   |                        | 埃尔旺·巴拉南                 | 36.31%                 |                        | 尤恩·勒弗拉奥                 | 50.21%                 | [ 25 ]                 |

## 人口
2021年，坎佩莱市镇人口数量为12,313，在法国排名第808位。其中男性5,758人，女性6,319人，75岁及以上人口占9.6%，外籍人口数量为384人，人口密度为388人/平方公里，当地居民被称为（男性）或（女性）。2022年，坎佩莱境内出生113人，死亡人口181人。
| 坎佩莱1901年－2021年人口变化情况 |
|                                  |
| 数据来源：Cassini、INSEE         |

## 经济
坎佩莱是一个区域性的中心城市。截至2024年3月，坎佩莱市镇范围内共有各类用人单位（包含自雇）1,856家，平均历史为17年，其中95.75%为中小型企业（PME），2024年1月至3月间，当地的经济活力指数为0.05%。（纸品工业）、（烟草加工）及（纸品工业）是当地2021年营业额最高的三个企业，分别为153,151,746欧元、68,729,007欧元和52,855,452欧元。

## 财政与居民收入
2022年，坎佩莱的财政收入总额为14,560,600欧元，财政支出总额为13,485,400欧元，当年的债务总额为14,006,000欧元。2022年，坎佩莱市镇通过增值税获得410,790欧元的收入，此外当地还共获得了1,091,410欧元的国家直接财政补助。
| 坎佩莱居民收入情况                               | 坎佩莱居民收入情况 | 坎佩莱居民收入情况    | 坎佩莱居民收入情况 |
| 内容                                             | 坎佩莱             | 法国                  | 统计年份           |
| ------------------------------------------------ | ------------------ | --------------------- | ------------------ |
| 征税家庭总数                                     | 5,714              | 1,081（法国市镇平均） | 2022年             |
| 居民平均月收入                                   | 2,145欧元          | 2,435欧元             | 2022年             |
| 高级职员人均月收入                               | 3,795欧元          | 4,331欧元             | 2021年             |
| 中级职员人均月收入                               | 2,363欧元          | 2,470欧元             | 2021年             |
| 普通职员人均月收入                               | 3,710欧元          | 1,801欧元             | 2021年             |
| 贫困率                                           | 12%                | 14.5%                 | 2020年             |
| 青壮年（15至64岁）失业率                         | 12.9%              | 7.4%                  | 2020年             |
| 征税家庭数量占比                                 | 42.9%              | 45.5%                 | 2020年             |
| 家庭年均纳税                                     | 2,308欧元          | 4,393欧元             | 2022年             |
| 资料来源：INSEE、L'Internaute、Le Journal du Net |                    |                       |                    |

## 社会事务

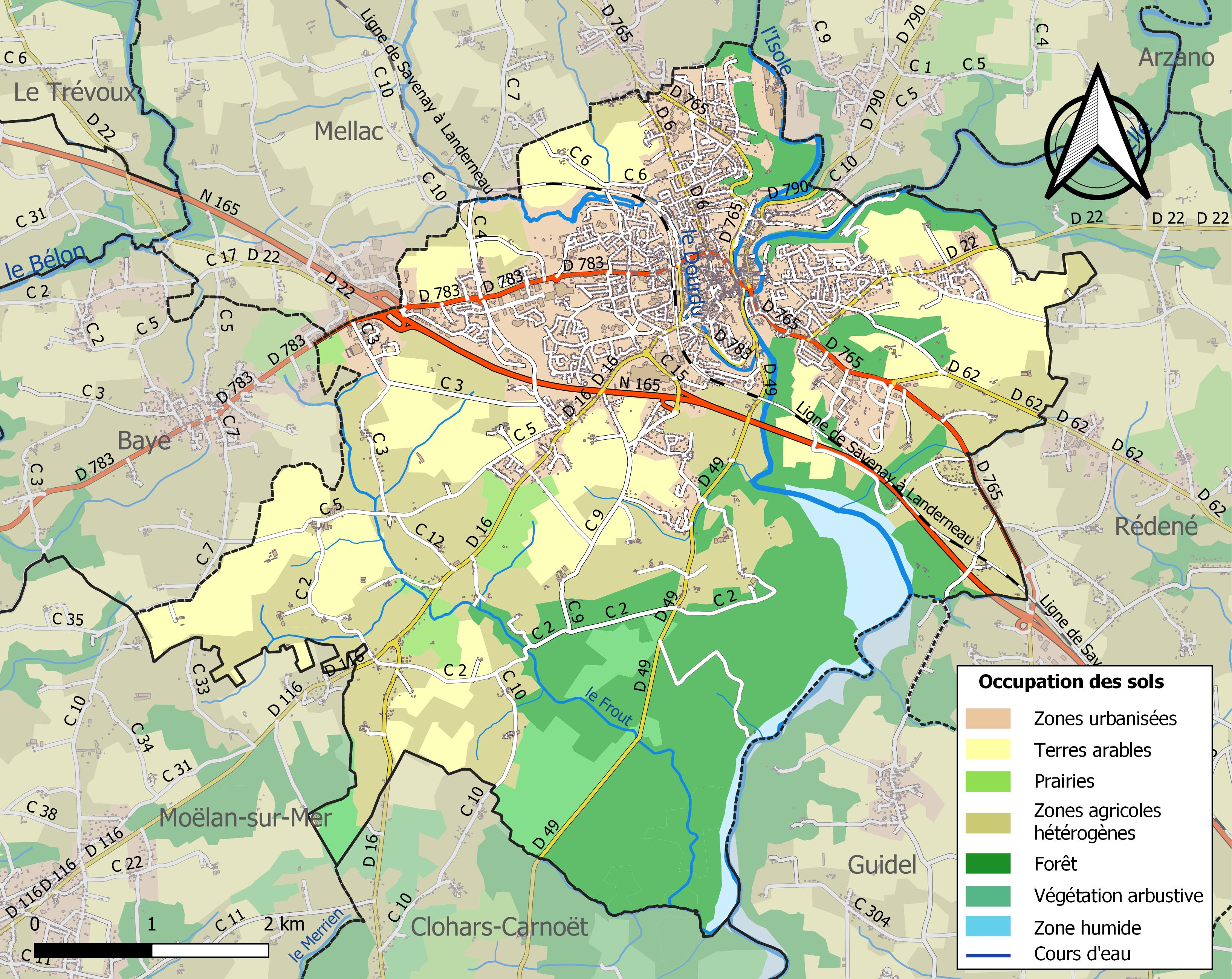
坎佩莱土地利用情况地图

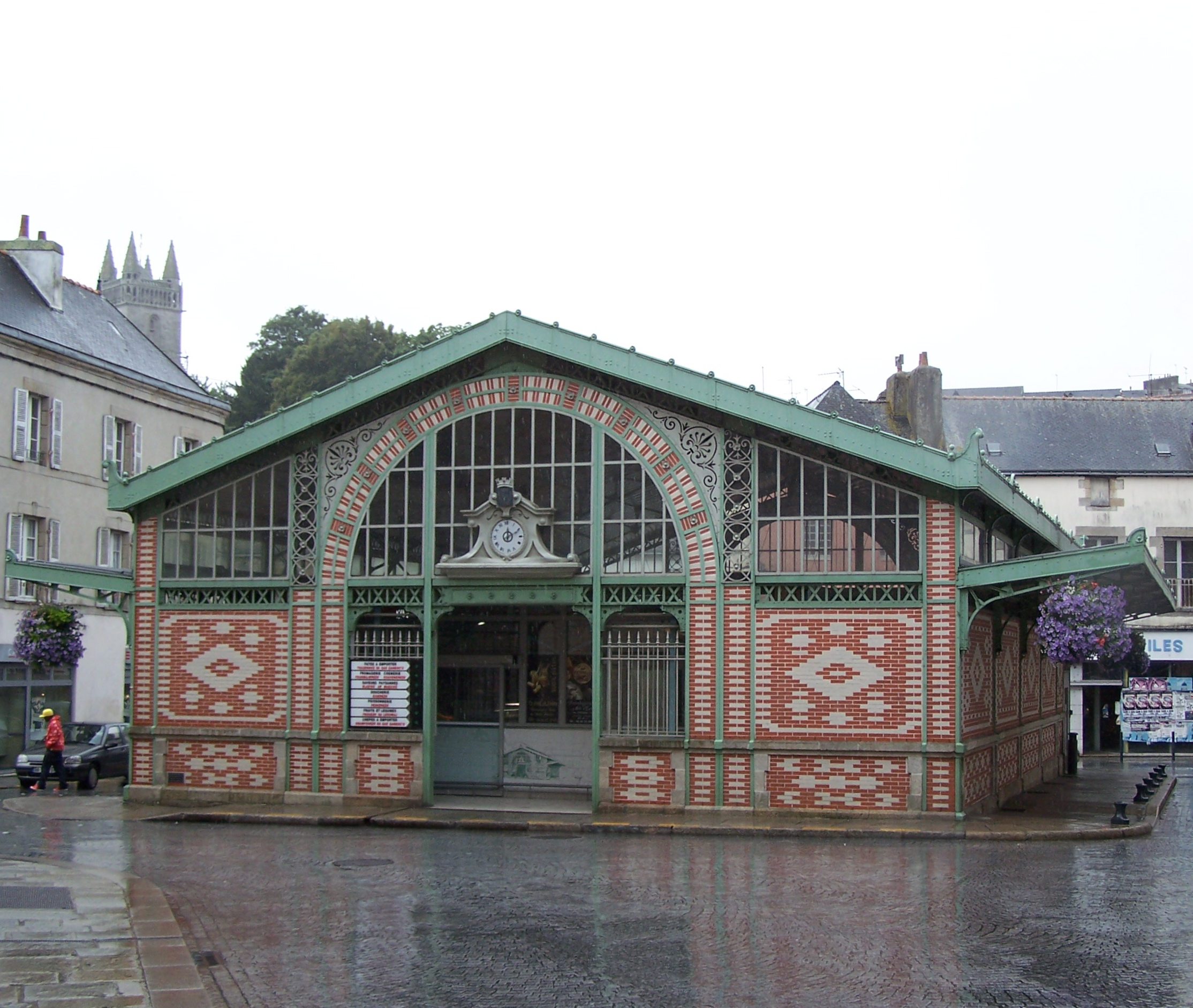
大堂

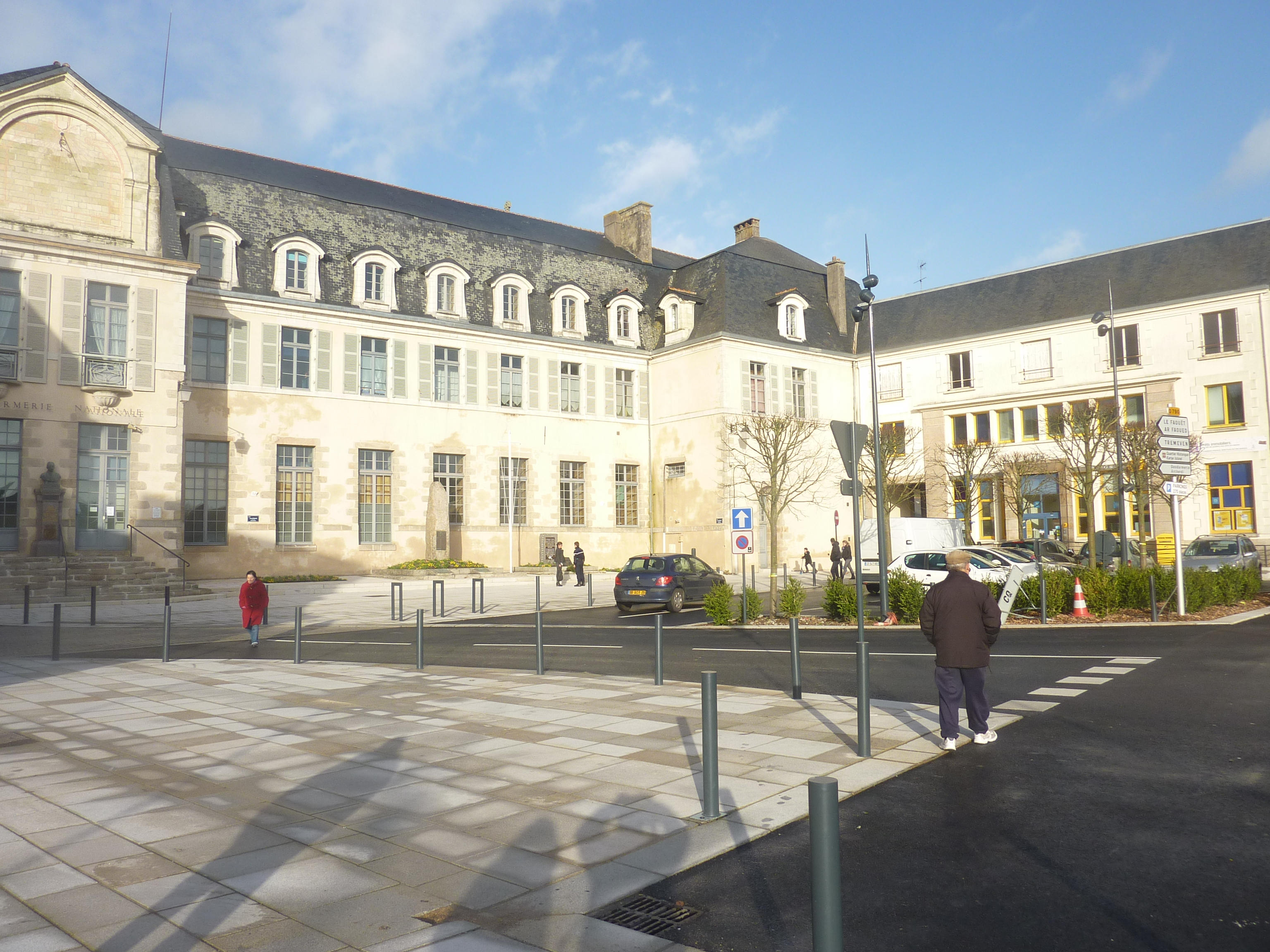
宪兵队大楼

### 教育
坎佩莱属于雷恩学区。截至2021年1月1日，坎佩莱境内共有2所幼儿园、6所小学、4所初级中学、3所普通高中和1所职业高中。2021至2022学年度，坎佩莱境内共有在校中等教育阶段学生3,084名。
在高等教育方面，坎佩莱境内有一所卫生学校。

### 医疗
截至2021年1月1日，坎佩莱境内共有全科医生15名、保健师25名、牙医13名、护士34名、耳科医生1名、眼科医生2名、皮肤科医生1名和助产士6名。境内共有药房6家、养老院1家、残疾人帮扶中心1家。
距离坎佩莱最近的区域性医疗机构为南布列塔尼医疗集团，该机构在坎佩莱市区西部设有新城医院（Hôpital de la Villeneuve），设有床位154个。

### 住房
2020年，坎佩莱境内共有各类住房6,618套，其中67.5%为独立式住宅，32.1%为集中式住宅。常住房屋占坎佩莱市镇范围内居民建筑总量的89.5%。
在住房保障政策方面，2022年，坎佩莱境内共有984户家庭获得了住房经济补助，受益人数占总人口数量的8.0%，其中935份为房租补助。

### 商业
2021年，坎佩莱境内共有各类实体商铺302家，其中餐厅43家、大型超市5家、杂货店5家、面包房9家、肉铺4家、书店4家、装饰品店1家、银行门店7家、美容美发店24家、汽车维修店23家。坎佩莱镇中心建有家乐福和Intermarché便民超市，市区西侧则有开放式商业街区，有E.Leclerc、Intersport、Gifi、Lidl等购物商场。

### 体育
2021年，坎佩莱境内共有1家游泳池、3间体育馆、2座综合体育场、7处网球场、1处马术场、5处足球或橄榄球场以及3处篮球或排球场。
截至2024年3月，坎佩莱境内共有两家注册足球俱乐部。坎佩莱足球俱乐部，编号515688）是当地的代表性足球队，成立于1968年，其主队2023至2024赛季参加布列塔尼大区足球联赛乙组（法国第七级别），其主场为让·沙尔泰尔球场。

### 环境
坎佩莱的环境事务由其所属的坎佩莱城市圈公共社区联合各级政府协调负责。2021年，坎佩莱境内共有1家污染企业。

### 治安
2021年，坎佩莱市镇范围内共有1处宪兵队。
坎佩莱国家宪兵队（zone gendarmerie de Quimperlé）的管辖范围共包括24个市镇。2020年，该宪兵队累计记录各类案件2,237起，其中盗窃类案件1,013起，经济类案件408起，毒品交易类案件205起。

## 文化
2021年，坎佩莱境内共有1家电影院。坎佩莱境内建有多媒体中心（Médiathèque），每周二至六向公众开放。

### 建筑
坎佩莱境内有多处历史建筑，其中坎佩莱乌尔苏拉教会、圣十字修道院、圣母升天教堂（Église Notre-Dame-de-l'Assomption）等为法国国家文物保护单位。

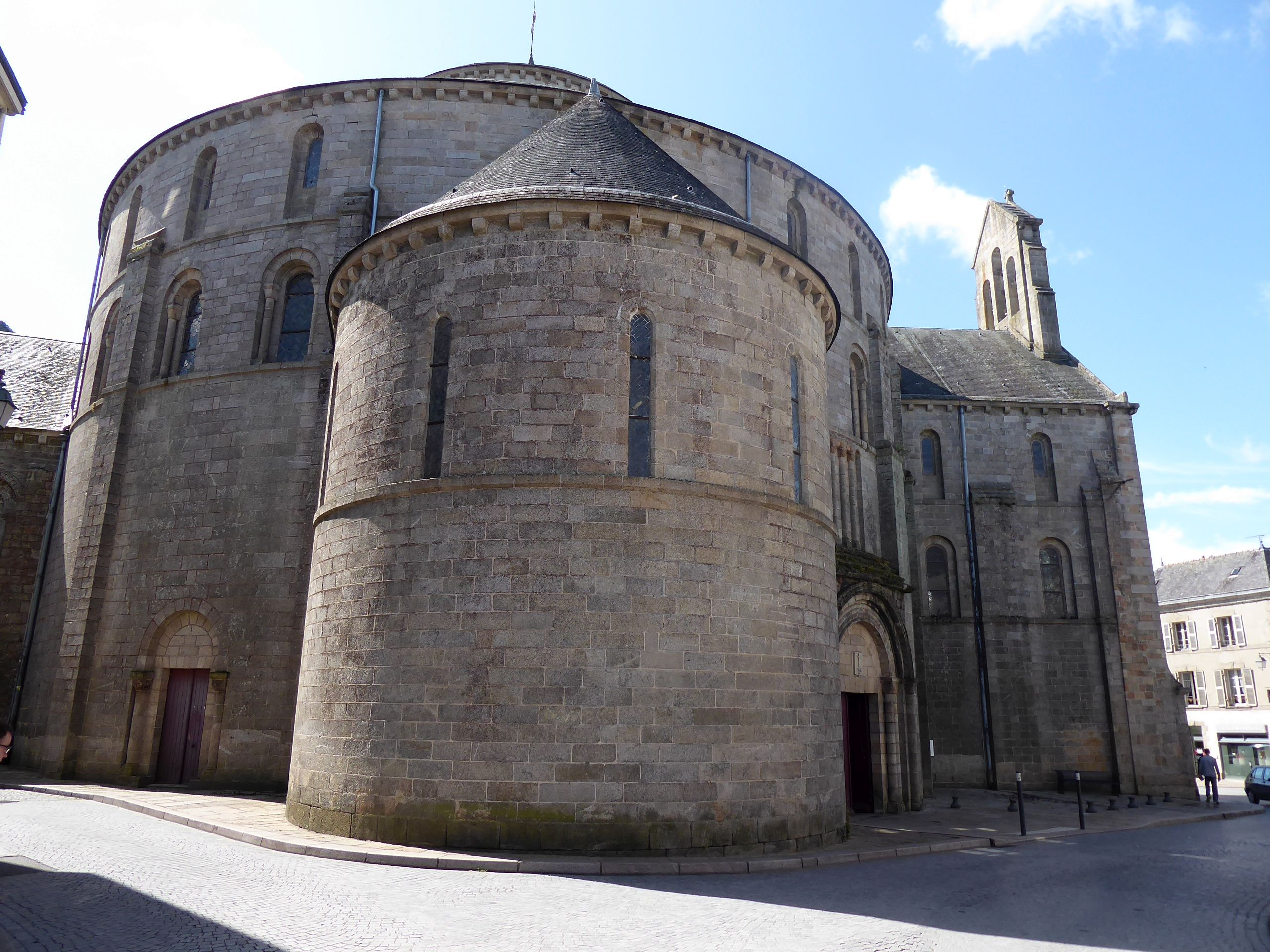
圣十字修道院（法语：Abbaye Sainte-Croix de Quimperlé）
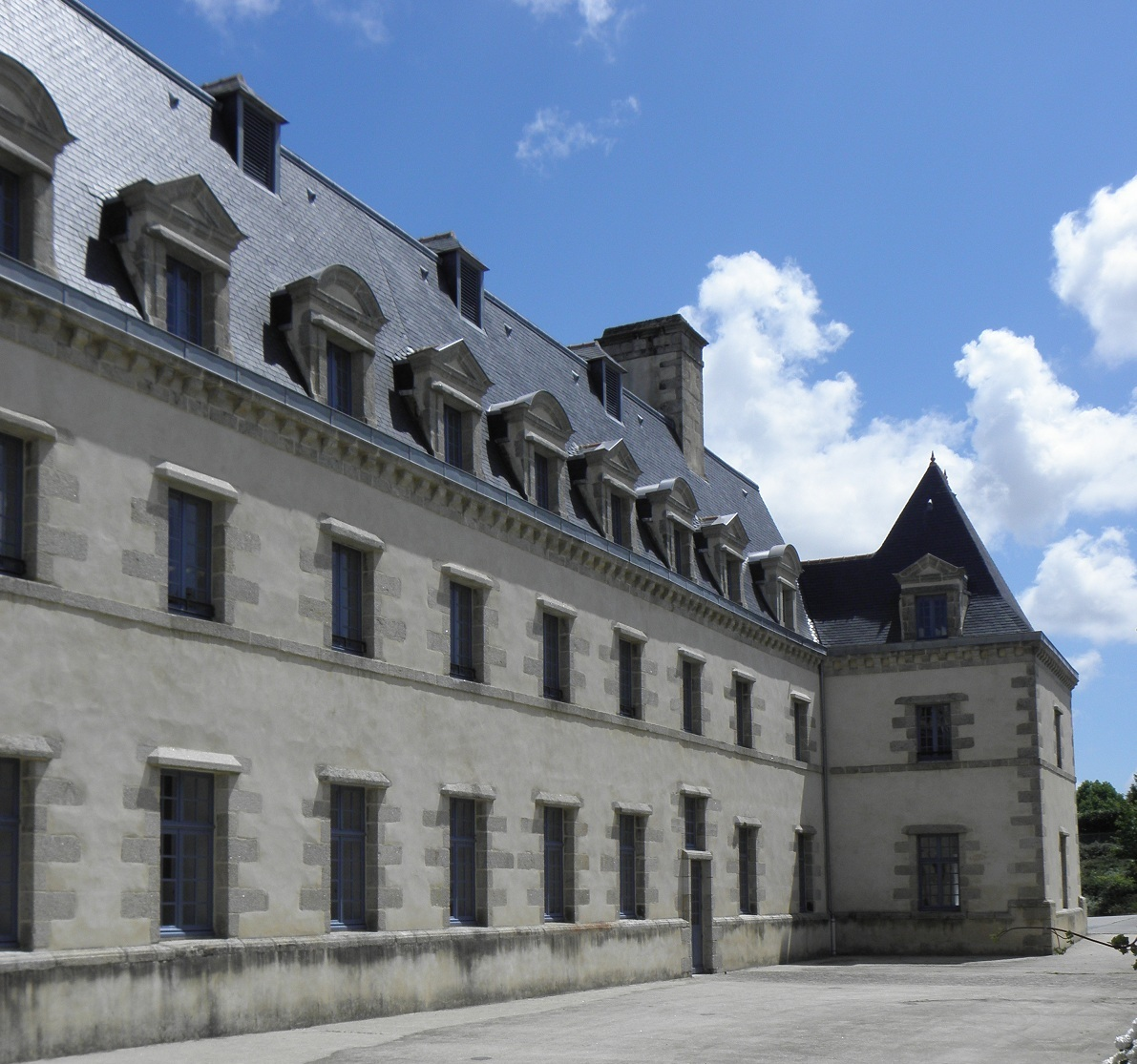
乌尔苏拉教会（法语：Ancien couvent des Ursulines de Quimperlé）
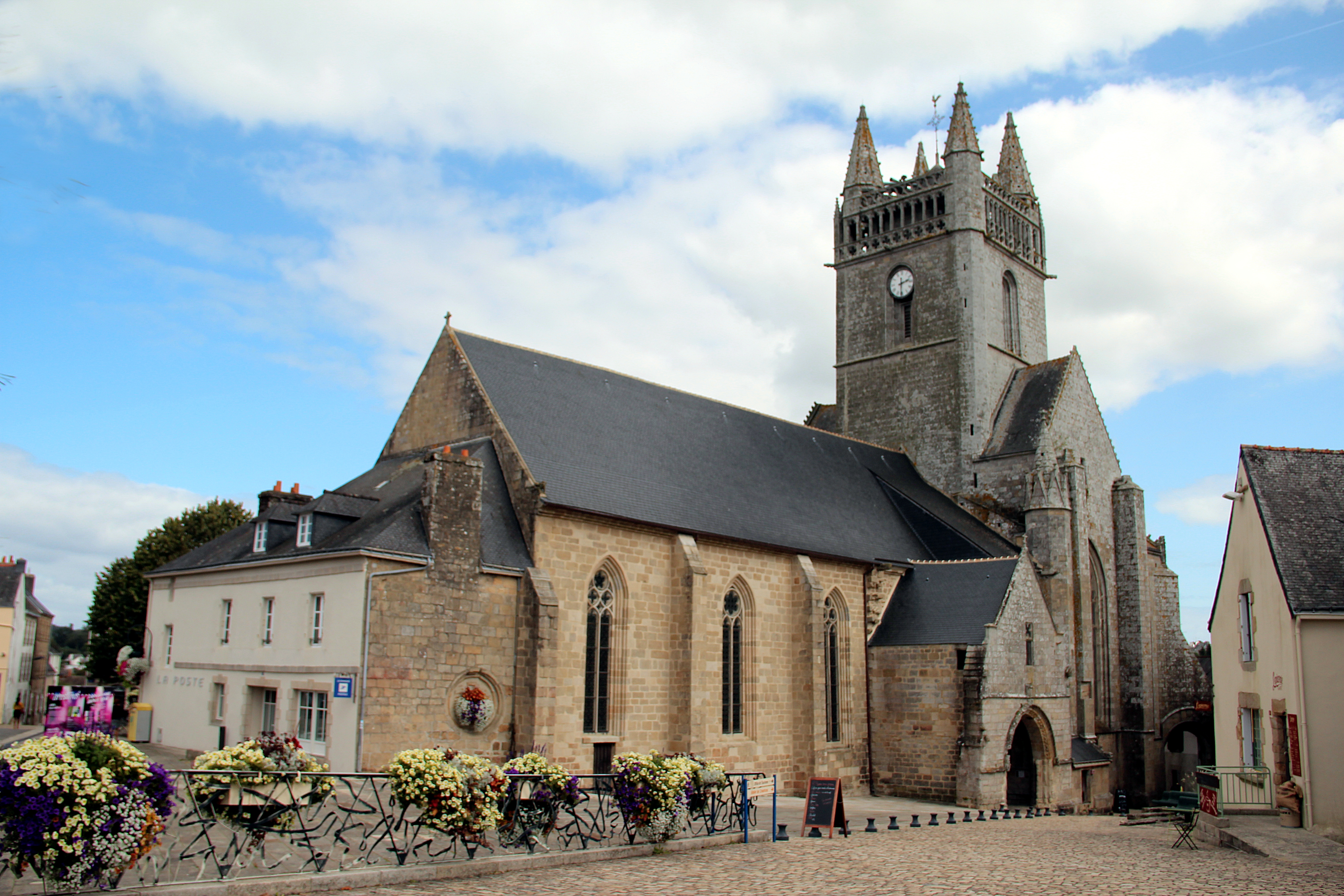
圣母升天教堂
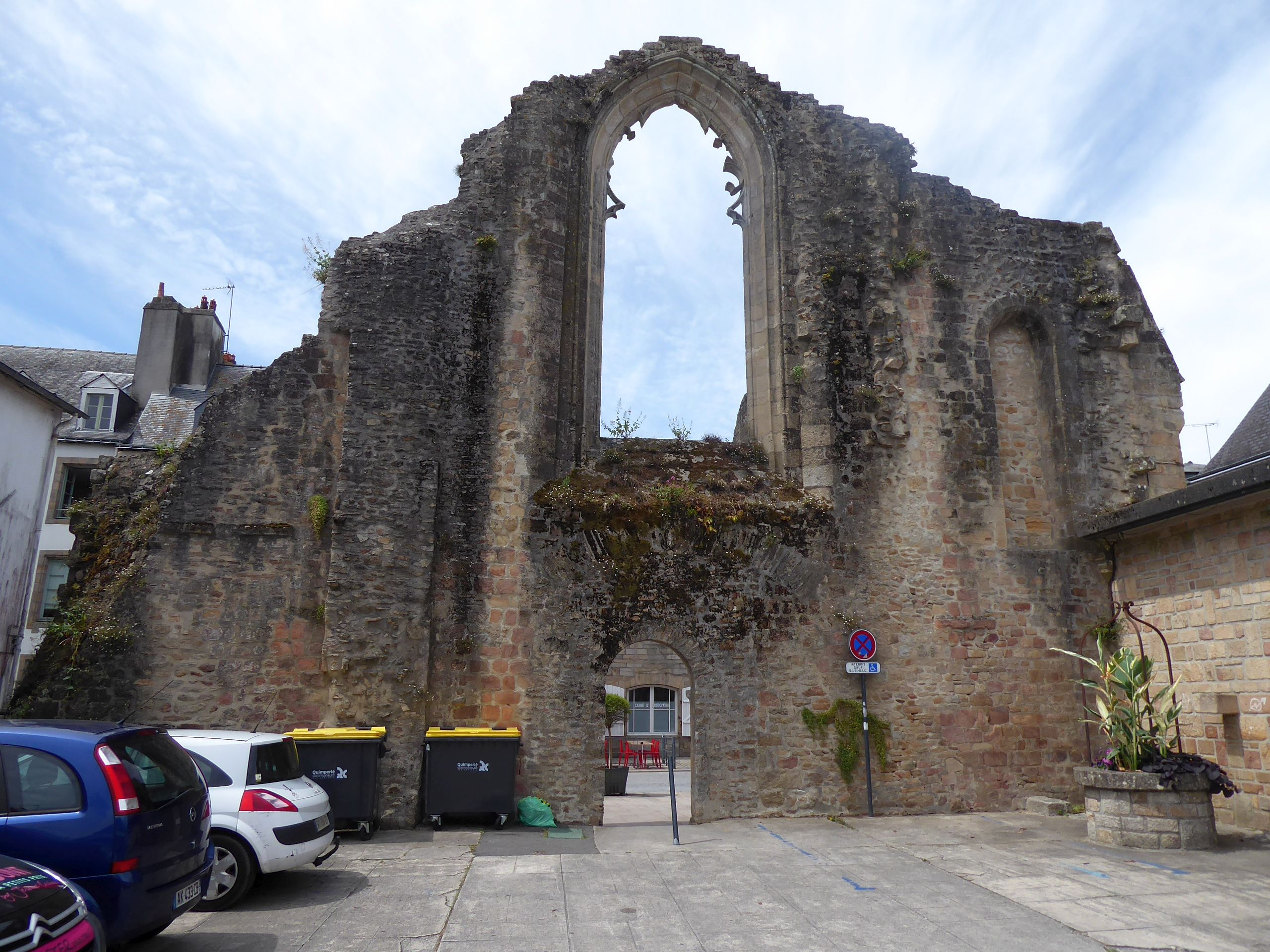
圣科隆班修道院遗址
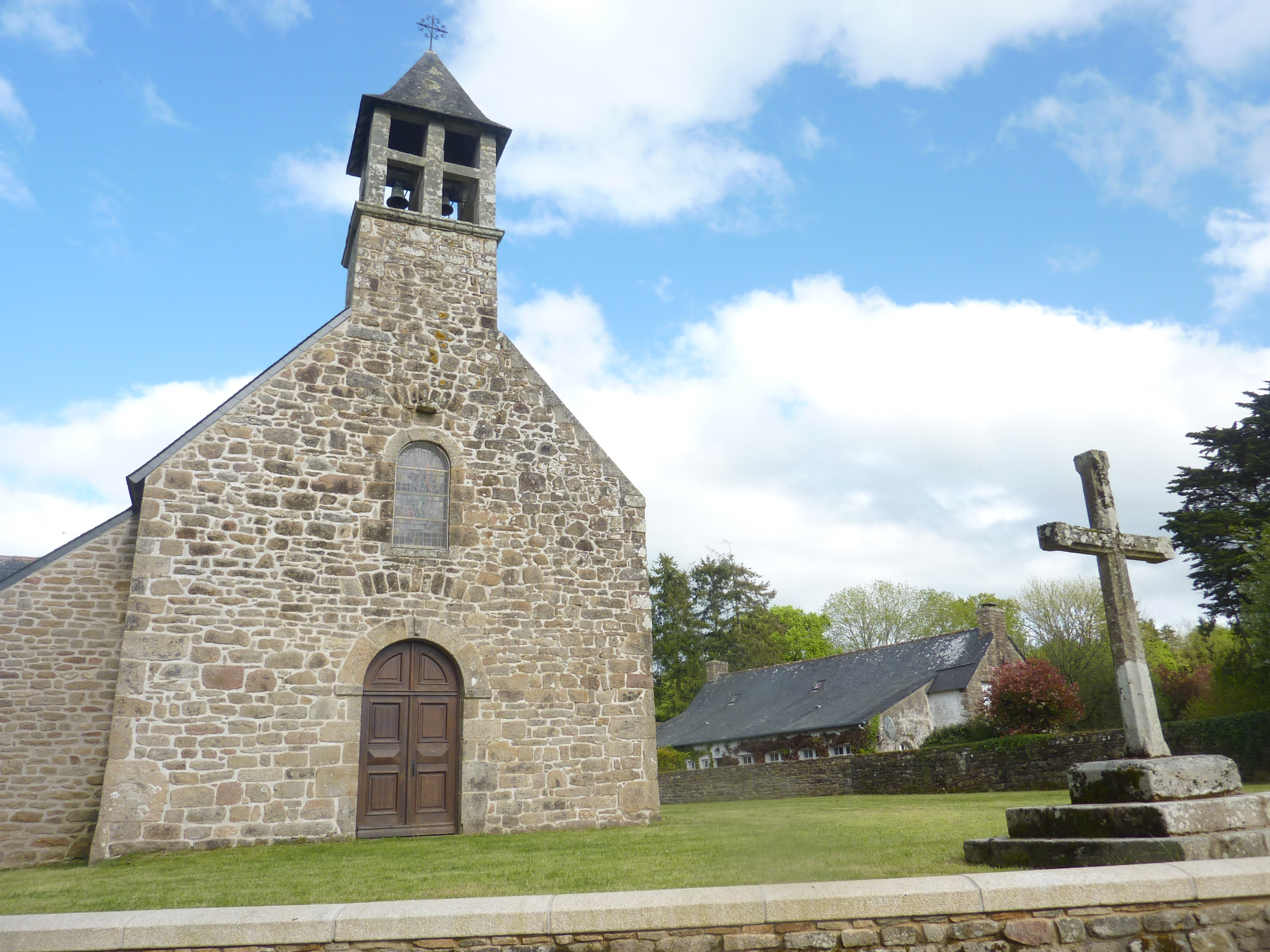
洛泰阿小教堂
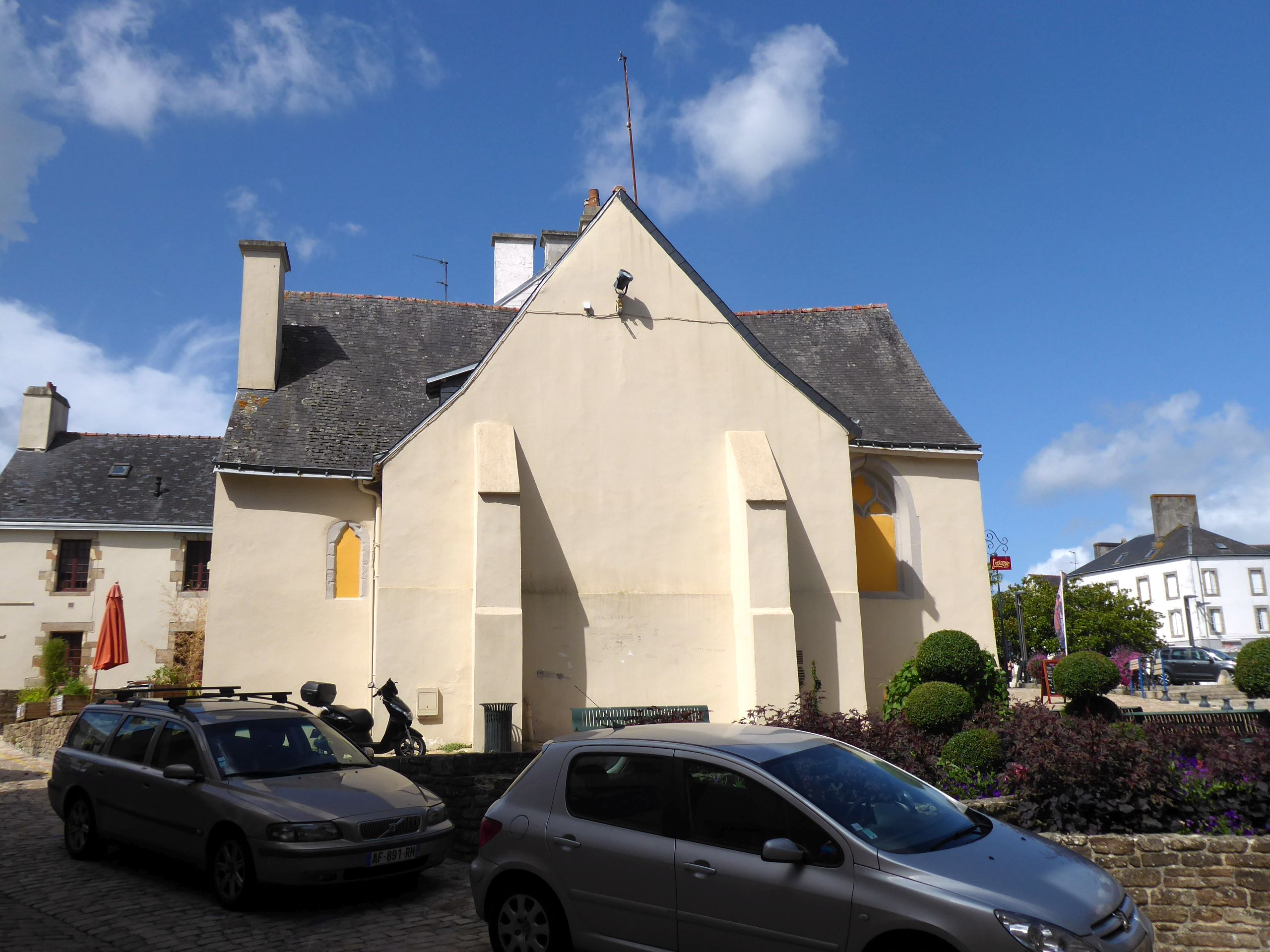
圣洛朗小教堂
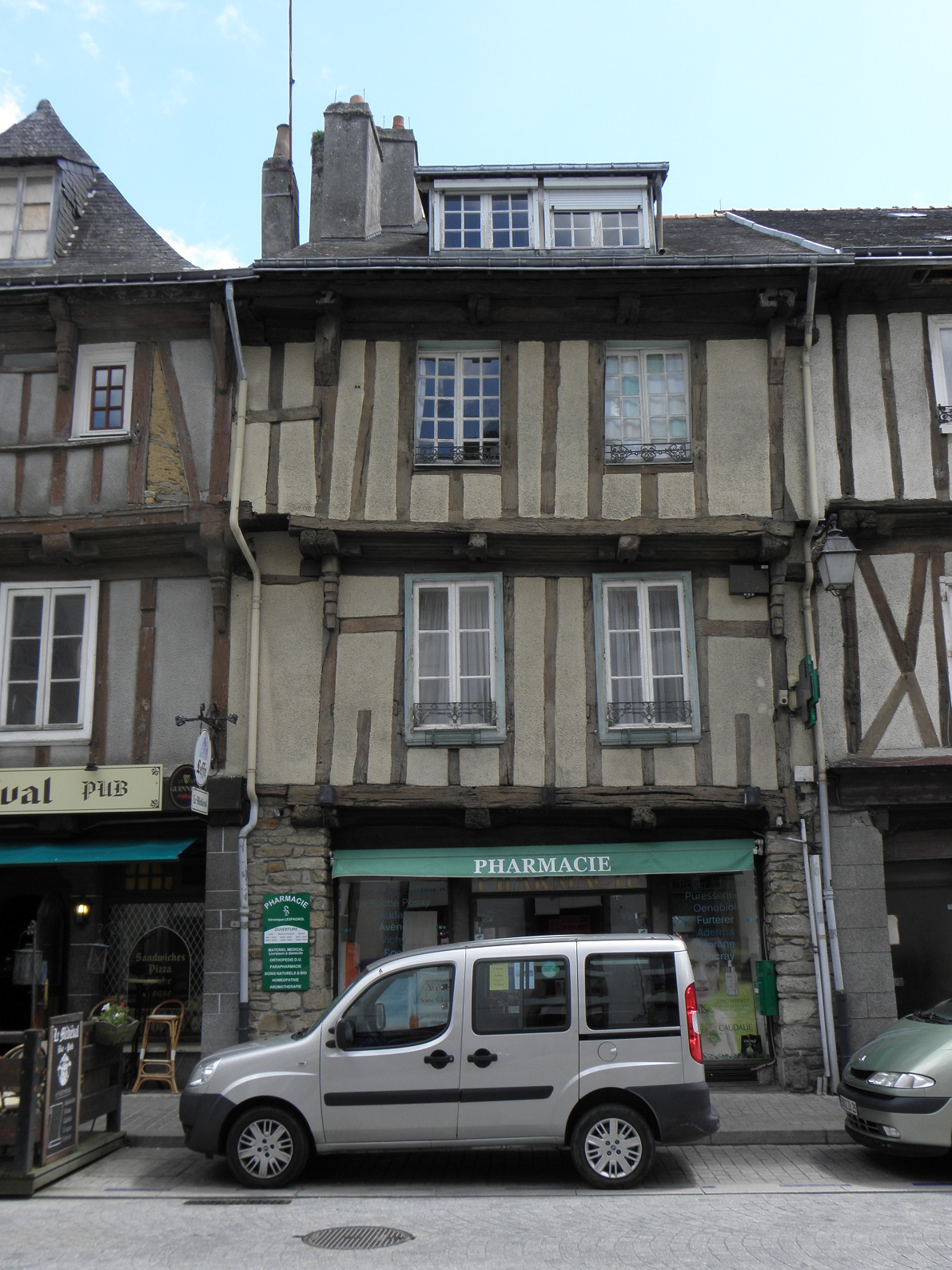
传统民居

### 旅游
坎佩莱的旅游事务由其所属的坎佩莱城市圈公共社区联合各级政府协调负责。2023年，坎佩莱境内共有3家酒店共计57间房间；另有1个露营地，可容纳共40辆露营车。

### 媒体
法国主要的媒体均可在坎佩莱接收，法国电视三台下属的布列塔尼大区频道在部分时段播出坎佩莱所在菲尼斯泰尔省的地方新闻。蓝色法兰西西布列塔尼广播、科努瓦耶广播、《西部早报》、《科努瓦耶进步报》、布雷斯特电视台等是当地主要的地方性媒体。

## 相关人物
法国哲学家泰奥多尔·埃萨尔·德拉维勒马尔凯和足球运动员樊尚·格拉尼克出生于坎佩莱。

## 友好城市
截至2024年3月，坎佩莱共与四座城市建立了友好城市关系：
- 德国 盖伦基兴
- 英格兰 利斯卡德
- 纳拉
- 爱尔兰 Athenry